# Furtarn

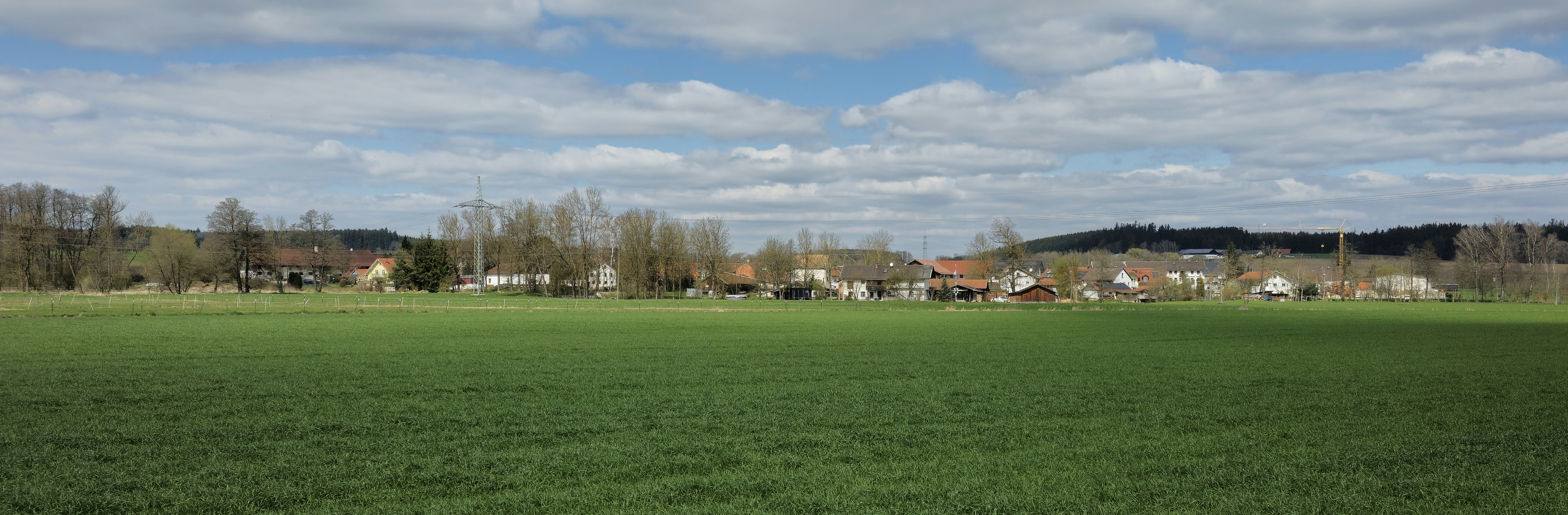
Furtarn, Ortsansicht von Südsüdost

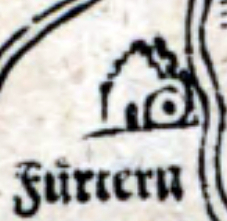
Der Edelsitz Furtarn auf Philipp Apians Bairischen Landtafeln

Furtarn ist ein Gemeindeteil der oberbayerischen Gemeinde Lengdorf im Landkreis Erding.

## Geographie
Das kleine Dorf mit etwa 90 Einwohnern ist ein unmittelbarer südwestlicher Vorort von Lengdorf und liegt direkt am linken Isenufer.
Beim Pfleger (Flur-/Hofname) stand einst die kleine einfache Burg der Edlen v.  Furtaner. Zu dem 1554 mit Christopf Furtaler ausgestorbenen Geschlecht gehören unter anderem Marquardt de Vutarin (1140), Leonhard und Kaspar Furtaler (beide 1470). Von dem Sitz ist nichts mehr zu erkennen, heute steht an der Stelle das Wohnhaus des Bauunternehmens Spielberger. Der letzte Besitzer von Furtarn war der kurfürstliche Kämmerer und Hofratspräsident Max Ernst v. Götzengrün.
Bis in die zweite Drittel des 20. Jahrhunderts befand sich in Furtarn ein Gasthaus. Der Gemeindeteil Weinhackl mit seiner Mühle und dem Sägewerk (der heute in einen Reitstall umgewandelt wurde) gehörte ursprünglich zu Furtarn. Ab 1908 wurde der Mühlenbetrieb zu einem  kommerziellen Elektrizitätswerk umgewandelt, nachdem die beiden Betriebszweige unrentabel wurden. Im Jahr 1940 zerstörte ein Hochwasser das privat geführte Elektrizitätswerk.
In Furtarn befinden sich drei Gewerbebetriebe, ein Busunternehmen, ein Sägewerk (eines der ältesten im oberen Isental) und ein Bauunternehmen. 

Sägemühle
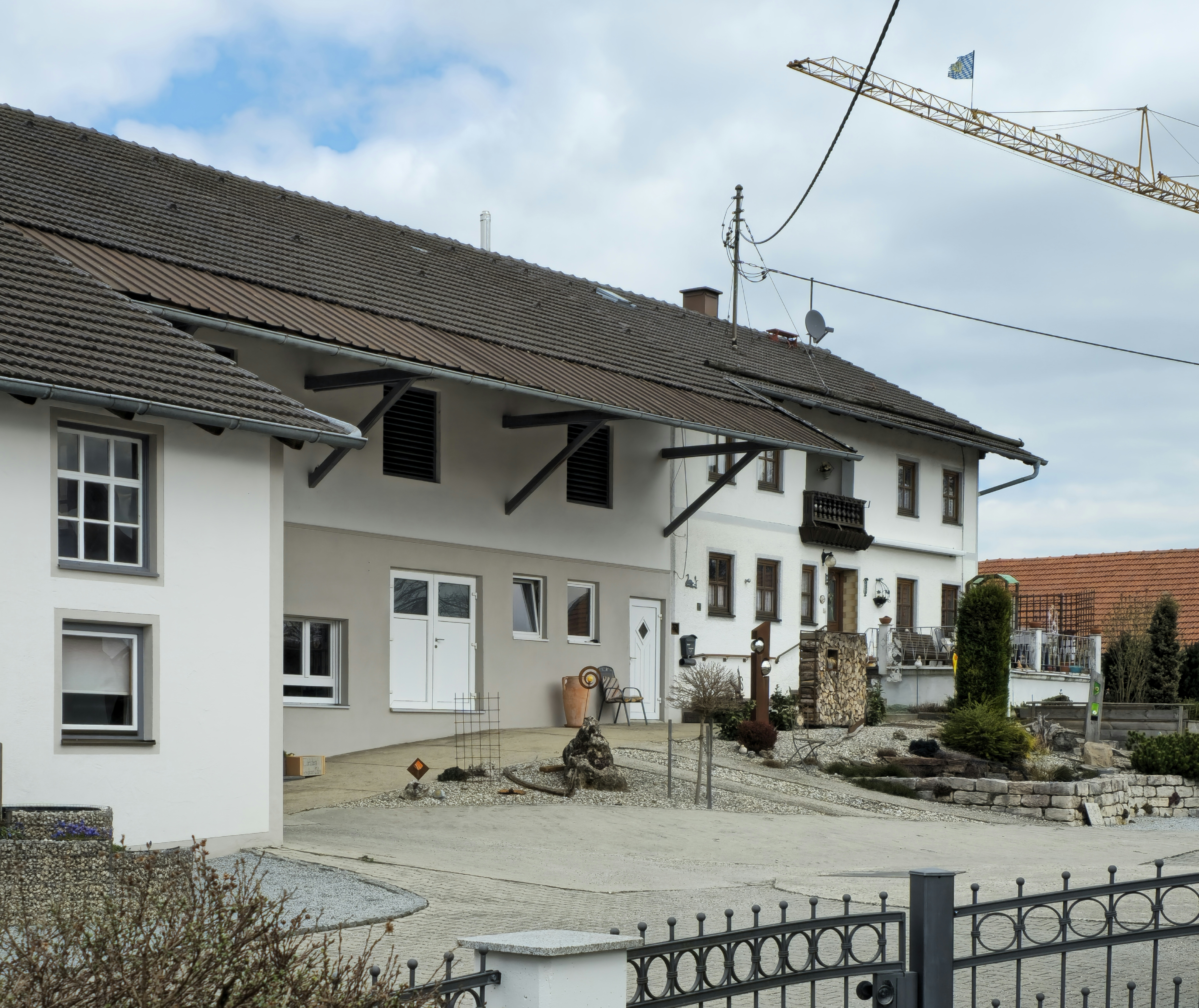
Furtarn 7/7a, an der höchsten Stelle befand sich der Adelssitz